# 베이징 지하철 SFM04형 전동차
베이징 지하철 SFM04형 전동차(중국어: 北京地铁SFM04型电动车组)는 베이징 지하철의 통근형 전동차중 하나로 현재 1호선에서 운영되고 있다.

## 개요
SFM04형은 남차 쓰팡(현 중차 쓰팡)과 베이징 지하철 차량공장(현 베이징지하철 차량장비회사)이 생산을 담당했다. 이 중 G432-G451호는 남차 쓰팡에서, G452-G470호는 베이징 지하철 차량공장에서 생산하였다. 6량 편성으로 운행되며, 2007년 정식으로 도입되었고, 1호선 최초의 에어컨과 전동문을 이용한 열차다.
각 객차마다 4쌍의 출입문이 있으며,열차 양 끝에는 비상구가 있다. 전 차량이 구청 차량단 소속이다. 현재 일부 열차의 객차 조명이 LED 조명으로 바뀐 상태다.
객차 내부는 주황·빨강 등 따뜻한 색상을 기본으로 하며, 스테인리스 스틸 팔걸이 기둥을 세워놓았으며, 출입문 위에는 1호선의 연속 점멸등과, 음성방송을 위한 지원 문자를 재생하는 LED 디스플레이가 있다.
G445의 Bilibili 테마열차(2015), G443의 사랑해요 중국(我爱你中国) 전용열차(2017), G438의 궈보(国博) 특별열차(2019) 등 1호선의 테마/광고열차는 대부분 이 열차로 채워진다.
2020년 10월부터 1호선과 바퉁선을 직결하는 작업에 맞추어, SFM04형은 방송 시스템에 대한 기술 개조와 기존 LED 전자 노선도를 LCD 모니터 노선도로 교체하는 등의 개조를 행하고 있다. 첫 번째 개조차량은 G456으로, 개조 작업은 2021년 3월 완료될 예정이다.

## 편성
|             | SFM04← 핑궈위안쓰후이둥 → |         |         |         |         |         |
| 객차번호    | 1                         | 2       | 3       | 4       | 5       | 6       |
| 객차유형    | SFM04Tc                   | SFM04M0 | SFM04T0 | SFM04M1 | SFM04M2 | SFM04Tc |
| 집전장치    |                           | 있음    |         | 있음    | 있음    |         |
| 형태 구분   | G4XX1                     | G4XX2   | G4XX3   | G4XX4   | G4XX5   | G4XX6   |
| 형태 구분   | Tc                        | M       | T       | M       | M       | Tc      |
| 동력장치    | 장치1                     | 장치1   | 장치2   | 장치2   | 장치3   | 장치3   |
| 기타 설비   |                           | CP      |         |         | CP      |         |
| 기계 설치   | SIV                       | VVVF    |         | VVVF    | VVVF    | SIV     |
| 차량 중량   |                           |         |         |         |         |         |
| 승객 적재량 |                           |         |         |         |         |         |

범례
- SIV：정지형 인버터
- CP：전력공기 압축기

## 열차 운송과정
열차는 먼저 남차 스팡에서 출발하여 자오지 철로, 징후 철로, 펑솽 철로를 거쳐 샤오훙먼역에 도착한 뒤 연결선을 통해 쑹자좡 주차장(宋家庄停车场)으로 진입한 후 5호선을 통해 1호선과의 연결선으로 들어와 왕푸징역까지 가다가 쓰후이 차량단(四惠车辆段)까지 운송된다.

## 사진첩
- 다왕루역의 SFM04형 열차
- SFM4 열차 내부 등받이
- SFM04형 SFM04형 열차 내부, 첫 번째 차량 배치에는 특유의 절반높이 난간(일반적으로 “杵”이라고 함)이 있다.
- 톈안먼 동역의 G441호 열차